# قائمة الطيارين الأبطال السوريين
الطيارون السوريون التاليون أصبحوا طيارين أبطال بتحقيقهم خمس أو أكثر من الانتصارات الجوية المؤكدة.
| الطيار البطل         | عدد الانتصارات | الرتبة | الطائرة المقاتلة   | مكان الميلاد         |
| -------------------- | -------------- | ------ | ------------------ | -------------------- |
| اللواء فايز منصور    | 15             | لواء   | ميغ-17 + ميغ-21 FL | حمص                  |
| العميد ماجد حلبي     | 7              | عميد   | ميغ-21 FL          | حلب                  |
| النقيب جور عبيد أديب | 5              | نقيب   | ميغ-21 FL          | دريكيش، محافظة طرطوس |
| النقيب محمد منصور    | 5              | نقيب   | ميغ-21 MF          | طفس، محافظة درعا     |

## انظر ايضآ
- ميكويان-جوريفيتش ميج-21
- قائمة أبطال الطيران المصريين